# Future!
future! ist eine Klein- und Jugendpartei in Deutschland mit Sitz in Magdeburg. Sie ist seit 1999 im Magdeburger Stadtrat vertreten und stellte von 2004 bis 2009 eine eigenständige Stadtratsfraktion mit Geschäftsführung im Rathaus der Stadt. Bis zum 31. Dezember 2008 war die Partei unter dem Namen future! – die jugendpartei bekannt, anschließend als future! – Die junge Alternative. Seit dem 18. Januar 2019 heißt die Partei nur noch future! Sie ist aktuell mit einem Sitz im Stadtrat von Magdeburg vertreten.

## Inhaltliches Profil
Die Partei verfolgt das Ziel, die Interessen junger Menschen einer zukunftsorientierten Politik auf politischer Ebene zu vertreten. Nur so könne den gesellschaftlichen Bedingungen Rechnung getragen werden.
Sie prangert beispielsweise die Zerstörung der Umwelt, den Abbau von Sozialleistungen, Beschneidung der Rechte von Kindern und Jugendlichen, Jugendarbeitslosigkeit und die „unflexible, oft praxisferne Bildung“ an, die in ihren Augen Probleme sind, mit denen junge Menschen täglich konfrontiert werden. Außerdem setzt sie sich für eine Politik ein, „die nicht durch das Gegeneinander der politischen Gegner, sondern das Miteinander aller bestimmt wird“.
In ihrer Selbstdarstellung betont sie ferner, „keine Partei von Berufspolitikern“ zu sein.

## Geschichte

### Vorgeschichte und Gründung
Die Idee zu future! – die jugendpartei entstand ursprünglich im Rahmen einer journalistischen Recherche für eine Titelstory des damaligen Magdeburger Kultur- und Szenemagazins Günter. Namens- und Ideengeber war der damalige Chefredakteur des Magazins, Stefan Pannor. Um die Politikoffenheit und Wahlbereitschaft Magdeburger Jugendlicher zu testen, entwarfen Mitarbeiter des Magazins (darunter auch der spätere erste Parteivorsitzende, Mirko Stage) ein Parteiprogramm, Flyer und Logo der fiktiven Partei, deren Inhalte gezielt aus Wahl- und Parteiprogrammen anderer Parteien übernommen wurden. Teile dieser Inhalte fanden sich später auch im ersten offiziellen Parteiprogramm wieder. Die Mitarbeiter des Günter postierten sich am 28. August 1997 in der Magdeburger Innenstadt. Bereits am Folgetag berichtete die Magdeburger Volksstimme über die angebliche neue Partei, Berichte im Neuen Deutschland und der Mitteldeutschen Zeitung folgten wenige Tage später.
Das Feedback der Magdeburger Jugendlichen aber auch der regionalen und überregionalen Medien schien einigen der an der Recherche Beteiligten groß genug zu sein, so dass noch während der Recherchen beschlossen wurde, aus der fiktiven Partei eine echte zu machen. Eine offizielle „Enttarnung“ der Aktion als Fake-Partei fand somit nie statt. Der Bericht, dessen Recherchen den Startschuss für die Parteigründung gegeben haben, erschien am 14. September 1997 in der Oktober-Ausgabe des Günter und beginnt mit folgenden Sätzen:

„Um es gleich vorwegzunehmen: GÜNTER hat eine Partei gegründet. Sie heißt ‚future! – die jugendpartei‘ und war in letzter Zeit schon öfter in den Medien vertreten. ‚Sind die jetzt total irre geworden?‘, werden einige erstaunt fragen. Antwort: Eigentlich nicht. Zumindest nicht verrückter als sonst. Aber es gibt seit einigen Wochen eine Jugendpartei, die nichts mit den anderen bekannten Parteien zu tun sowie fest vorhat, bei den Landtagswahlen 1998 anzutreten. (…)“

Aufgrund massiver inhaltlicher Differenzen distanzierte sich Stefan Pannor noch vor offizieller Parteigründung von Partei und Artikel. Er sah darin eine unzulässige Überschneidung publizistischer und politischer Interessen.
In der Folgezeit verselbständigte sich future! – die jugendpartei und machte sich vom Magazin Günter unabhängig, zumal einige Mitarbeiter aufgrund unterschiedlicher inhaltlicher Vorstellungen sich aus dem Projekt zurückzogen. Um die Gründung weiter vorzubereiten, fanden im September und Oktober 1997 mehrere Informationsstände in den Innenstädten von Halle und Magdeburg statt, bei denen jugendliche Passanten aufgefordert wurden, auf „Wunschzetteln“ anzugeben, für welche politischen Ziele die neue Partei einstehen soll. Diese Wünsche flossen unter Leitung von Mirko Stage (späterer erster Vorsitzender der Partei) und Ulrike Müller in einen neuen Entwurf des Partei- und Wahlprogramms ein. Viele der damals formulierten politischen Grundsätze finden sich auch heute noch in den Richtlinien der Partei wieder.
Die Partei wurde danach offiziell am 22. November 1997 von 72 vorwiegend jungen Leuten auf dem Gründungsparteitag in Magdeburg im AMO-Kulturhaus gegründet. Sie war damit die erste eigenständige Jugendpartei Deutschlands.

### Entwicklung seit 1998
Zur Landtagswahl am 26. April 1998 in Sachsen-Anhalt trat die Partei zum ersten Mal bei einer Wahl an und erhielt 11.434 Stimmen, was 0,8 % entspricht.
Bei den Kommunalwahlen 1999 erreichte future! in Magdeburg 1,6 % der Stimmen und konnte damit einen Abgeordneten in den dortigen Stadtrat entsenden. Während der Legislaturperiode 1999 bis 2004 bildete future! im Magdeburger Stadtrat eine gemeinsame Fraktion mit den Grünen.
Bei der Kommunalwahl 2004 konnte future! seinen Stimmanteil auf 3,6 % ausbauen und zwei Mandate im Magdeburger Stadtrat belegen. Seitdem trat dort future! auch erstmals als eigenständige Fraktion auf. Bei der Landtagswahl in Sachsen-Anhalt 2006 erreichte die Partei nur 0,37 %.
Am 24. September 2006 fand in Magdeburg der mittlerweile 13. Parteitag in der neunjährigen Parteigeschichte statt. Nach Mirko Stage, Doreen Stegner, Frank Kleine und Michael Stage übernahm mit Stephan Bublitz der nun fünfte Vorsitzende die Leitung der Jugendpartei. Wichtigstes Ergebnis war, dass Gründungsinitiativen von Jugendparteien aus anderen Bundesländern zukünftig intensiver unterstützt werden sollen.
Mit dem am 2. Dezember 2007 stattgefundenen 14. Parteitag wurde ein neues Parteiprogramm beschlossen und mit Oliver Schilling ein eigener Oberbürgermeisterkandidat für die Wahl am 9. März 2008 in Magdeburg aufgestellt. Er erreichte bei der Wahl mit 2,60 % den 6. Platz.
Der 15. Parteitag am 7. Dezember 2008 stellte für die Partei neue Weichen. Neben der Neuwahl des Vorstandes, dem Grundsatzbeschluss zur Teilnahme an der Kommunalwahl 2009 in Magdeburg mit der Zielsetzung, nach der Wahl die viertstärkste Fraktion zu stellen, wurde auch die Umbenennung der Partei zum 1. Januar 2009 beschlossen.

### Entwicklung seit 2009

Historisches Logo

Zum 1. Januar 2009 hat sich die Partei einen neuen Namen und ein neues Logo gegeben. Aus future! – die jugendpartei wurde future! – Die junge Alternative. Als benannte Jugendpartei sah sich die Partei in der Öffentlichkeit oftmals missverstanden, da sie sich z. B. im Rahmen ihrer kommunalpolitischen Stadtratsarbeit in Magdeburg nicht nur ausschließlich für typische Jugendthemen engagiert, sondern sich zu einem breiten Spektrum politischer Themengebiete, wie z. B. Stadtentwicklung und Wirtschaftsförderung, positioniert und entsprechend tätig wird. Bei der Kommunalwahl 2009 konnte die Partei zwar ihr Ergebnis von 2004 leicht verbessern, blieb jedoch weit hinter ihrem Ziel viertstärkste Fraktion zu werden zurück. Durch eine Änderung der Gesetzeslage verlor sie den Fraktionsstatus. Die beiden gewählten future-Stadträte, darunter ein Parteiloser, schlossen sich mit der SPD und dem Stadtrat der Tierschutzpartei zur gemeinsamen Stadtratsfraktion SPD-Tierschutzpartei-future! zusammen. Diese stellte mit 17 Mitgliedern die stärkste Kraft im Rathaus. Ende Oktober 2012 beendete future! die Zusammenarbeit in der bisherigen Fraktionsgemeinschaft.
Bis zur Kommunalwahl am 25. Mai 2014 bestand die vierköpfige Ratsgruppe aus den Stadträten Mirko Stage und Oliver Wendenkampf sowie den Jugendhilfeausschuss-Mitgliedern Melanie Ockert und Stephan Bublitz (Stellvertreter). Seit der Kommunalwahl 2014 sitzt Oliver Wendenkampf fraktionslos im Stadtrat der Landeshauptstadt Magdeburg. Am 26. September 2016 beschloss die Fraktion Die Linke die Aufnahme von Oliver Wendenkampf in ihre Fraktion, die nun den Namen DIE LINKE/future! trägt. Zudem sitzen für future! seitdem Stephan Bublitz und Melanie Ockert (Stellvertreterin) im Jugendhilfeausschuss.
Auf dem Parteitag am 17. Januar 2019 beschlossen die Mitglieder, künftig nur noch unter dem Namen future! aufzutreten. Seit der Kommunalwahl 2024 ist die Partei mit einem Sitz im Stadtrat von Magdeburg vertreten.

### Kommunalpolitik
In mehr als 13 Jahren konnten zahlreiche Ideen umgesetzt werden, wie das Familienticket in Schwimmbädern, mehr Investitionen in Kitas, Schulen, Sporthallen und Spielplätze. Auch die Abschaffung der Parkgebühren in Olven 1, ein klares Nein zum diskutierten WOBAU-Verkauf, eine engere Kooperation zwischen Hochschulen und Volkshochschule und die Einführung des Behördennotrufs 115 auch in Magdeburg, die testweise Öffnung der Schuleinzugsgebiete, die Übertragung der Stadtratssitzung, den Erhalt des AMOs, die Strombrückenverlängerung mit einer Pylonbrücke, die Freigabe von Graffitiflächen (Sternbrücke und Lärmschutzwand im Magdeburger Norden) wurden durch Anträge und den Einsatz der Stadträte möglich. Die Themen Bürgerhaushalt für Magdeburg, Bezug von Ökostrom für Liegenschaften der Landeshauptstadt Magdeburg und die generelle Öffnung der Schuleinzugsbereiche für alle Stadtteile bleiben Punkte, die future! noch umsetzen möchte.

### Wahlergebnisse
| Wahlen                               | Ergebnis              | Sitze                           |
| Landtagswahl Sachsen-Anhalt 1998     | 0,8 %, 11.434 Stimmen | (keine)                         |
| Kommunalwahl Magdeburg 1999          | 1,6 %, 3.713 Stimmen  | 1 Sitz im Magdeburger Stadtrat  |
| Kommunalwahl Magdeburg 2004          | 3,5 %, 6.649 Stimmen  | 2 Sitze im Magdeburger Stadtrat |
| Landtagswahl Sachsen-Anhalt 2006     | 0,4 %, 3.363 Stimmen  | (keine)                         |
| Oberbürgermeisterwahl Magdeburg 2008 | 2,6 %, 1.795 Stimmen  | (keine)                         |
| Kommunalwahl Magdeburg 2009          | 3,8 %, 7.627 Stimmen  | 2 Sitze im Magdeburger Stadtrat |
| Kommunalwahl Magdeburg 2014          | 2,0 % 4.345 Stimmen   | 1 Sitz im Magdeburger Stadtrat  |
| Kommunalwahl Magdeburg 2019          | 2,9 % 8.651 Stimmen   | 2 Sitze im Magdeburger Stadtrat |
| Kommunalwahl Magdeburg 2024          | 2,2 % 6.984 Stimmen   | 1 Sitz im Magdeburger Stadtrat  |